# Брюс Шнаєр
Брюс Шна́єр (англ. Bruce Schneier; нар. 15 січня 1963, Нью-Йорк) — американський криптограф, письменник і фахівець з комп'ютерної безпеки. Автор кількох книг з безпеки, криптографії та інформаційної безпеки. Засновник криптографічної компанії Counterpane Internet Security, Inc., Член ради директорів Міжнародної асоціації Криптологічних досліджень і член консультативної ради Інформаційного центру електронної приватності, також працював на Bell Labs і Міністерство оборони США. У листопаді 2011 року нагороджений ступенем почесного доктора наук Університетом Вестмінстера за внесок у розвиток інформатики.

## Біографія
Народився у Брукліні (Нью-Йорк) у родині судді Верховного суду Бруклина Мартіна Шнаєра. З дитинства захоплювався криптографією та вважає кібербезпеку «найцікавішою галуззю в комп'ютерах».
Здобув ступінь бакалавра в Рочестерському університеті в 1984 році й магістра в Американському університеті в 1988 році.
У 1991 році його звільнили з роботи, і він почав писати для комп'ютерних часописів, зокрема про безпеку та криптографію.
«Я вирішив написати книгу про прикладну криптографію, адже жодної такої книжки ще не існувало. Взяв власні статті і надіслав пропозицію Джону Уайлі (видавець John Wiley & Sons). Пропозицію прийняли — і я написав книгу «Applied Cryptography», — пояснює Шнаєр.
Пізніше із кількома співавторами він написав книжку «Cryptography Engineering».

## Криптографічні алгоритми
Хеш-функція Skein — алгоритм хешування, один з п'яти фіналістів на відкритому конкурсі для створення алгоритму SHA-3.
Потоковий шифр Solitaire — алгоритм шифрування, який розробив Брюс Шнаєр з метою «дозволити оперативним співробітникам спецслужб передавати секретні повідомлення без будь-яких електронно-обчислювальних пристроїв». В алгоритмі криптосистема створюється зі звичайної 52-карткової колоди гральних карт. Хай там як, Шнаєр попереджає, що практично будь-яка людина, що цікавиться криптографією, може зламати цей шифр.
Потоковий шифр Фелікс — високошвидкісний потоковий шифр, який використовує одноразовий код автентичності повідомлення. Шифр був представлений на конкурсі eSTREAM в 2004 році. Авторами є Брюс Шнаєр, Дуг Уітінг, Стефан Люкс і Фредерік Мюллер. Алгоритм містить операції додавання по модулю 232, складання по модулю 2 і циклічний зсув, Фелікс використовує 256-бітний ключ і 128-бітну мітку часу. Деякими криптографами були виражені побоювання щодо можливості отримання секретного ключа при некоректному використанні шифру.
Генератор псевдовипадкових чисел Яроу — криптографічно стійкий генератор псевдовипадкових чисел, який розробили Брюс Шнаєр, Джон Келсі і Нільс Фергюсон. Алгоритм не запатентований і вільний від ліцензійних відрахувань, так що для його використання не потрібне отримання ліцензії.
Генератор псевдовипадкових чисел Фортуна — криптографічно стійкий генератор псевдовипадкових чисел, який розробили Брюс Шнаєр і Нільс Фергюсон. Шифр названий на честь богині Фортуни. Є покращеною версією алгоритму Яроу.
Блочний шифр Twofish — симетричний алгоритм блокового шифрування, який розробили Брюс Шнаєр, Джон Келсі, Дуг Вітінг, Девід Вагнер, Кріс Голм і Нілсен Фергюсон. Є одним з п'яти фіналістів конкурсу AES. Алгоритм використовує вхідні блоки довжини 128-біт і ключі завдовжки до 256 біт. Відмінними особливостями алгоритму є використання попередньо обчислюваних S-блоків, що залежать від ключа, і складна схема розгортки підключів шифрування. Twofish запозичує деякі елементи з інших алгоритмів, наприклад, псевдо перетворення Адамара з сімейства блокових криптоалгоритмів SAFER. Twofish використовує мережу Фейстел аналогічно DES.
Блоковий шифр Blowfish — алгоритм, який реалізує блокове симетричне шифрування, розроблений Брюсом Шнаєром в 1993 році. Blowfish забезпечує високу швидкість шифрування, ефективного методу криптоаналізу Blowfish поки не було знайдено, проте, нині AES є поширенішим алгоритмом. Шнаєр розробив Blowfish як альтернативу старіючому DES і вільний від проблем і обмежень, пов'язаний з іншими алгоритмами, бо на момент появи Blowfish багато алгоритми були не відкритими, захаращені патентами або використовувалися державними службами.
Блоковий шифр Threefish — симетричний блоковий алгоритм, який розробив Брюс Шнаєр в 2008-му році як частину алгоритму Skein. Threefish не використовує S-блоків та інших таблиць пошуку. Як частина Skein, алгоритм використовує операції додавання, складання по модулю 2 і циклічного зсуву.
Блоковий шифр MacGuffin — алгоритм блокового шифрування, який розробив Брюс Шнаєр в 1994 році. Шифр замислювався як поштовх до створення нової структури шифрів, відомої як Узагальнена Незбалансована Мережа Фейстеля. Однак, шифр досить швидко зламали Вінсент Реймен і Барт Пренел.

## Погляди
Про блокчейн
Шнаєр попереджає, що не треба покладати занадто великі надії на технологію блокчейн.
«Я ніколи не бачив жодного випадку виправданого використання блокчейну. Я ніколи не бачив жодної системи, де блокчейн забезпечує безпеку таким чином, який неможливо забезпечити будь-яким іншим способом. Навколо блокчейну точиться багато розмов, у ньому є багато проблем та складнощів у використанні, і це є причиною не використовувати нього», — пояснює Шнаєр.
Про національні стандарти шифрування
На запитання про доцільність розробки в Україні національного стандарту шифрування Шнаєр відповів: «Інтернет не є національним, він є міжнародним, тому національний стандарт насправді не відповідає структурі Інтернету… Я вважаю, що є сенс розробляти шифри та брати участь у міжнародних змаганнях з криптографії (наприклад, тих, що проводить NIST), але розробляти національні стандарти не має сенсу».
Про складність безпеки
«Складність все ще є найгіршим ворогом безпеки, а досягти простоти все ще дуже важко», — вважає Шнаєр: «Ми досі думаємо, що складні системи є небезпечнішими саме через їхню складність. З цим можна боротися спрощенням».